# 코만도 (영국)
코만도(영어: Commandos), 또는 영국 코만도(영어: British Commandos)는 제2차 세계 대전 기간인 1940년 6월 영국의 총리였던 윈스턴 처칠이 독일이 점령한 유럽 지역에 습격을 가할 수 있는 병력에 대한 요구로 만들어진 부대이다. 초기에 코만도는 영국 육군에 속한 특수복무여단에 자원한 병사들이 차출되었지만, 이후에는 독일이 점령한 국가의 사람들과 영국 육군의 모든 부대원들이 참여할 수 있게 되었다. 전쟁이 끝날 무렵 25,000명이 아크나캐리에서 코만도 훈련과정을 거쳤다. 이 인원수는 영국 자원자들뿐만 아니라 그리스, 프랑스, 벨기에, 네덜란드, 노르웨이, 폴란드에서 온 자원자와 코만도를 모델로 삼은 미국 육군 레인저 대원들도 포함되어 있었다.
전시기간 최대 병력이 30개 부대와 4개의 공격 여단에 달했던 코만도는 북극권과 유럽, 지중해와 중동, 동남아시아 등 모든 전장에서 복무했다. 코만도의 작전은 소규모 부대의 상륙 또는 강습부터 연합군의 침공 작전의 선봉에 이르기까지 그 범위가 넓었다.
종전 후 영국 왕립해병대 제3코만도여단을 제외하고 모든 코만도 부대가 해체되었다. 영국 왕립해병대, 영국 낙하산연대, 영국 공수특전단, 영국 해군 특전대는 모두 코만도에 기원을 두고 있다. 또한 제2차 세계 대전 이후 코만도의 업적이 유럽 본토와 미국에도 알려지게 되어, 프랑스의 코만도 해병대, 네덜란드의 군단 코만도 부대, 벨기에의 신속대응반, 그리스의 제1 레이더/낙하산 여단, 그리고 미국 육군 레인저가 이 부대의 영향을 받아 설립되었다.